# Tomasz Grabiec
Tomasz Grabiec (ur. 1973) – polski artysta fotograf. Członek rzeczywisty i Artysta Fotoklubu Rzeczypospolitej Polskiej Stowarzyszenia Twórców (AFRP).

## Życiorys
Tomasz Grabiec absolwent fotografii (Konserwatorium w Ostrawie), związany z toruńskim środowiskiem fotograficznym – mieszka, pracuje, tworzy w Łubiance. Fotografuje od końca lat 80. XX wieku. Miejsce szczególne w jego twórczości zajmuje fotografia aktu, fotografia architektury, fotografia krajobrazowa, fotografia pejzażowa, fotografia portretowa – od 1998 roku w dużej części powstająca w dawnej, szlachetniej technice fotograficznej – technice gumy. 
Tomasz Grabiec jest autorem oraz współautorem wielu wystaw fotograficznych; indywidualnych, zbiorowych, pokonkursowych oraz poplenerowych. Od 2007 roku aktywnie uczestniczy w corocznych, cyklicznych Ogólnopolskich Plenerowych Spotkaniach Fotografików. W 2005 roku został przyjęty w poczet członków Fotoklubu Rzeczypospolitej Polskiej Stowarzyszenia Twórców. Decyzją Komisji Kwalifikacji Zawodowych Fotoklubu RP, otrzymał dyplom potwierdzający kwalifikacje do wykonywania zawodu artysty fotografa, fotografika (legitymacja nr 200). 
W 2011 roku za działalność na rzecz fotografii i osiągnięcia na niwie kultury został wyróżniony statuetką Toruńskiego Flisaka – nagrodą Prezydenta Miasta Torunia. W 2015 roku został odznaczony Srebrnym Medalem „Za Fotograficzną Twórczość” – odznaczeniem przyznawanym przez Kapitułę Fotoklubu Rzeczypospolitej Polskiej Stowarzyszenia Twórców. W 2016 roku został laureatem Toruńskiej Żaby – przyznanej z okazji 10-letniego aktywnego uczestnictwa w Ogólnopolskich Plenerowych Spotkaniach Fotografików. 
Prace Tomasza Grabca zaprezentowano w Almanachu (1995–2017), wydanym przez Fotoklub Rzeczypospolitej Polskiej Stowarzyszenie Twórców, w 2017 roku. W działalności Fotoklubu RP uczestniczył do 2021.

## Odznaczenia
- Srebrny Medal „Za Fotograficzną Twórczość” (2015)[18][19][23]